# Läkekungsljus
Läkekungsljus (Verbascum phlomoides) är en växtart i familjen lejongapsväxter. 